# 連合艦隊司令長官 山本五十六
『連合艦隊司令長官 山本五十六』（れんごうかんたいしれいちょうかん やまもといそろく）は、東宝が1968年（昭和43年）に製作した日本映画。文部省選定映画。カラー、シネマスコープ。併映は谷啓主演作『空想天国』（監督：松森健）。

## 概要
1967年8月公開の『日本のいちばん長い日』に始まる8.15シリーズの第2作。山本五十六役の三船敏郎以下東宝の俳優陣が総出演し、太平洋戦争開戦時の連合艦隊司令長官であった山本五十六を対米戦には反対しつつもいざ開戦となれば大胆に戦った人物として描く映画である。
真珠湾攻撃からガダルカナル島の戦いに至る海戦や空戦を『ハワイ・ミッドウェイ大海空戦 太平洋の嵐』などで積み重ねた特撮技術を駆使して描写した。円谷英二にとってはこれが空中戦を担当した最後の作品となったが、機銃座の窓越しに墜落する敵機を合成するなど、新たな撮影手法も試みられている。カラー作品では初めて山本機の墜落シーンを描写した。

## あらすじ
昭和14年（1939年）、日本では日独防共協定を日独伊三国軍事同盟に格上げしようとする動きが強まっていたころ、新潟県・長岡の地で渡し舟に妙な男が乗っていた。そこで逆立ちしたまま対岸に着けるか船頭と賭けをしたこの人物こそ、海軍次官として三国同盟を阻止しようと立ち向かっていた山本五十六であった。
独ソ不可侵条約の成立に伴い三国同盟派の平沼内閣は総辞職したうえ、米内内閣が成立して山本も海軍次官から連合艦隊司令長官に転じ、旗艦長門より連合艦隊を指揮する身となった。だが、米内内閣も陸軍によって総辞職に追い込まれて近衛内閣が成立し、三国同盟はついに締結された。山本が悩みつつも緒戦の勝利で短期に講和に導くべく日米戦の計画を立てることとなった一方、鹿児島の上空では航空隊が連日奇妙な訓練を行っていた。
昭和16年、日本はアメリカとの開戦を決意した。未だ続いていた日米交渉をよそに日本を離れた機動部隊はひそかにハワイへ向かい、ついに12月8日の開戦が発令された。連日の訓練もあって赤城以下6隻の空母から発進した攻撃隊の奇襲は成功したが、空母はハワイに停泊しておらず、山本はそのことが気にかかっていた。
緒戦の勝利によって日本中が沸きかえり、自らの企図した早期講和の考えと異なる方向に動き始めたことから、山本は講和の機会を得るためにも米空母部隊を誘い出して一気に撃破すべく、連合艦隊の新たな旗艦となった戦艦大和においてミッドウェー島を攻略する作戦を立案した。昭和17年4月の本土初空襲もあってミッドウェー攻略作戦は採用され、山本も連合艦隊主力を率いて出撃したが、ミッドウェー海戦は空母4隻を失う敗北を喫し、描いていた早期講和の構想も挫折した形となった。
昭和17年8月に始まったガダルカナル島の攻防戦は激しさを増し、陸軍を支援すべく行った駆逐艦による島への物資輸送も制空権を奪われた状況では損害を増やすばかりであった。山本の命令で、戦局打開を図るべく戦艦金剛と榛名がガダルカナル島の飛行場を砲撃し、翔鶴・瑞鶴以下残存の空母部隊も米空母部隊と激戦を繰り広げたが、損害も大きかったことを受けてガダルカナル攻略は中止され、連合艦隊は同島からの撤収を支援することとなった。
昭和18年4月、連合艦隊司令部はラバウル基地に移り、ソロモン諸島の制空権を奪還すべく空母の航空隊をラバウルに進出させ、い号作戦を指揮した。一定の戦果を挙げたと判断して母艦搭載機を本土に帰した山本は前線の視察におもむくが、その行動は米軍に読まれていた。

## キャスト
参照
- 山本五十六：三船敏郎
- 船頭 喜太郎：辰巳柳太郎
- 江藤勇吉（憲兵曹長）[1]：荒木保夫
- 鈴木次郎（憲兵軍曹）[1]：堤康久
- 郷里の友人B[1]：佐田豊
- 郷里の友人A[1]：若宮忠三郎
- 芸者[1]：豊浦美子
- 辻陸軍参謀：中谷一郎
- 陸軍少佐参謀A：伊吹徹
- 陸軍少佐参謀B：黒部進
- 木村圭介[1]（木村大尉[12]）：黒沢年男
- 米内海軍大臣：松本幸四郎
- 渡辺戦務参謀：平田昭彦
- 黒島先任参謀：土屋嘉男
- 藤井政務参謀：藤木悠
- 和田通信参謀：佐原健二
- 佐々木航空参謀：田島義文
- 丸山謙一郎
- 参謀（長門）[1]：坂本晴哉
- 畑陸軍大臣：今福正雄
- 永野軍令部総長：柳永二郎
- 及川海軍大臣：北龍二
- 福留第一部長：向井淳一郎
- 富岡第一課長：岡部正
- 宇垣参謀長：稲葉義男
- 野上一飛曹：太田博之
- 源田航空参謀：佐藤允
- 草鹿参謀長：安部徹
- 高野大尉：久保明
- 伊集院大尉：加山雄三
- 伊藤軍令部次長：宮口精二
- 南雲機動部隊司令長官：藤田進
- 航海参謀：伊藤久哉
- 通信参謀：桐野洋雄
- 機関参謀：草川直也
- 山口少将：峯島英郎
- 近衛総理大臣：森雅之
- 近江三曹[1][注釈 3]：小鹿敦
- 飛行長（赤城）[1]：岡豊
- 航海長（赤城）[1]：鹿島邦義
- 操舵員（赤城）[1]：堺左千夫
- 早川艦長：緒方燐作
- 米山飛曹長：西条康彦
- 大森二飛曹：阿知波信介
- 矢吹友子：酒井和歌子
- 木村澄江：司葉子
- 網元 喜蔵：清水元
- 漁村の男[1]：日方一夫
- 漁村の男[1]：権藤幸彦
- 漁村の男[1]：篠原正記
- 三上中尉：田村亮
- 大沢健三郎[注釈 4]
- 西川明
- 勝部義夫
- 陸軍将校（ラバウル）[1][13]：渋谷英男
- 由起卓也
- 岩国航空隊司令：村上冬樹
- 本田三飛曹：池田秀一[1][注釈 4]
- 山本明
- 本橋敏和
- 渡辺国夫
- 越後憲三
- 平出大本営報道部長：加東大介
- 百武司令官：石山健二郎
- 今村司令官[1]：佐々木孝丸
- 森幹太
- 白井一水：小柳徹
- 松島武
- 三浦仁
- 大前亘
- 久野征四郎
- 栗田司令官：清水将夫
- 伊藤実
- 宇野晃司
- 鈴木和夫
- 参謀（ガダルカナル）[1]：宇留木康二
- 山本廉
- 森崎中尉：江原達怡
- 一式陸攻の機長[1]：船戸順
- 陸軍大尉[1]：岩本弘司
- 有馬水雷長[12]：橘正晃
- ナレーター：仲代達矢

### ノンクレジット（キャスト）
- ラバウルの参謀、ほか：中島春雄[13]

## スタッフ
参照
- 製作：田中友幸
- 脚本：須崎勝彌、丸山誠治
- 参考資料：橋本忍、淵田美津雄、奥宮正武、反町栄一、髙木惣𠮷
- 監督：丸山誠治
- 特技監督：円谷英二
- 撮影：山田一夫
- 美術：北猛夫
- 録音：西川善男
- 照明：平野清久
- 音楽：佐藤勝
- 整音：下永尚
- 監督助手：長野卓
- 編集：藤井良平
- 音響効果：金山実
- 現像：東京現像所
- 製作担当者：古賀祥一
- 特殊技術
  - 撮影：富岡素敬、真野田陽一
  - 美術：井上泰幸
  - 光学撮影：徳政義行
  - 照明：原文良
  - 合成：向山宏
  - 操演：中代文雄
  - 監督助手：中野昭慶
  - 製作担当者：坂本泰明

### ノンクレジット（スタッフ）
- 光学撮影：鵜飼啓一[1]、川北紘一[1]、小野寺浩[1]
- 特撮作画：飯塚定雄[1]、川名正[1]、飯塚江津子[1]、山田恒雄[1]
- 背景：鈴木福太郎[1]、島倉二千六[1]、小島耕司[1]、宮本栄一[1]

## 特撮
真珠湾攻撃などの戦闘シーンには、『ハワイ・ミッドウェイ大海空戦 太平洋の嵐』や『太平洋の翼』の流用フィルムを多用している。そのため、ミッドウェー海戦に史実では存在しない紫電改やP-51が登場しているカットがある。
DVDの解説によれば、特撮に当時の金額で1億円を投じているという。また、制作されたミニチュアの軍艦156隻のうち、最大のものが空母ヨークタウンで全長13メートルもある。
B-25による日本初空襲のシーンも撮影されていたが、完成作品では新聞記事とナレーションで語られるのみとなった。
本作品で用いられた九九式艦上爆撃機のミニチュアの一つは、特撮監督の原口智生が高校生時代に有川貞昌から個人的に譲り受けており、2021年の時点でも現存している。

## 受賞
第42回キネマ旬報主演男優賞 三船敏郎

## 映像ソフト
- VHS 品番 TG4551S[17]
- LD 品番 TLL2374[17]